# 케이트 토드
케이트 토드(Kate Todd, 1987년 12월 12일 ~ )는 캐나다의 배우이다.